# Parafia św. Michała Archanioła w Starzynie
Parafia Świętego Michała Archanioła w Starzynie – rzymskokatolicka parafia należąca do archidiecezji gdańskiej, dekanatu żarnowieckiego. Jest jedną z najstarszych parafii na Pomorzu.  

## Historia parafii
Parafia w Starzynie powstała w 1220 roku. Była to część tzw. fundacji cystersów oliwskich, którym tereny te przekazali książęta pomorscy: Subisław i Sambor. Chociaż niektóre źródła podają, że fundatorem mógł być Świętopełk.
Przed wiekami cystersi prowadzili wiele folwarków. Dokumenty z 1245 mówią o pięciu gospodarstwach, które były w posiadaniu zakonu. Jedno z nich znajdowało się w Starzyńskim Dworze. Starzyńska parafia pełniła też bardzo ważną rolę w życiu oliwskiego zakonu. To właśnie tutaj utworzono ośrodek rekonwalescencji dla chorych mnichów. Ponadto tutejsze dobra kościele pełniły też rolę letniej rezydencji opatów oliwskich.

## Kościół parafialny
Pierwszy kościół w Starzynie był drewniany. Patronem świątyni został św. Jan Chrzciciel. Jednak budowla nie przetrwała do dzisiejszych czasów. W 1648 roku Starzyno otrzymało nowy kościół, tym razem murowany. Jego fundatorem był opat oliwski Aleksander Kęsowski. Jego herb umieszczono na ołtarzu głównym oraz na bocznych. Jest on zbudowany w stylu charakterystycznym dla obiektów cysterskich. Świątynia stanęła na niewielki wzniesieniu.
Teren kościelny jest otoczony kamiennym murem oporowym.  Budynek kościoła jest wykonany z cegły, w wielu miejscach widoczne są kamienne wstawki. Jest to świątynia jednonawowa, zakończona trójbocznym prezbiterium. Wyposażenie kościoła jest w stylu barokowym. Kościół w Starzynie nie zawsze był siedzibą parafii.
Obecnie starzyńska świątynia znalazła się na Pomorskim Szlaku Cysterskim. Obiekty budowane przed wiekami przez zakonników są w ten sposób promowane turystycznie. Na ziemi puckiej znalazły się świątynie z Pucka i Żarnowca.  Starzyńska parafia szczyci się tym, że wywodzi się z niej zmarły biskup Andrzej Śliwiński, który przez wiele lat kierował diecezją elbląską. Był on jednym z jedenastu kapłanów, którzy pochodzili z tej parafii.

## Proboszczowie
- ks. Jan Plottke (2004–2024)[3]
- ks. Mateusz Warmijak (2004– )[4].